# Војиновићи
Војиновићи су били српска властелинска породица која је током 14. века играла значајну улогу у Немањићкој Србији, поготово након смрти цара Душана (краљ 1331—1346, цар 1346—1355), када су током распада српског царства њени представници велики војвода Војислав Војиновић (око 1355—1363), а потом и његов братанац Никола Алтомановић (1366—1373) били најјаче велможе у Србији. Њен родоначелник је био војвода Војин који је време владавине Стефана Дечанског (1322—1331) управљао областима око Гацка. Током година, њихов посед се ширио, а његови потомци Војислав и Никола, држали су под својом командом простор од граница Дубровачке републике, Боке которске и Звечана до Рудника.
Моћ Николе Алтомановића сломила је здружена коалиција који су чинили кнез Лазар (1371—1389), бан Твртко (бан 1353—1377, краљ 1377—1391) и краљ Угарске Лајоша I (1342—1382) који је послао бана Мачве Николу Горјанског Старијег са 1000 копљаника, током лета и јесени 1373. године. Његови поседи су раздељени, а сам Никола је у Ужичком Граду заробљен и ослепљен, након чега је на управу добио мали посед на коме је умро након 23. јануара 1398. године, када се последњи пут помиње у изворима као жив. Током 14. века породица Војиновића се родбинским везама повезивала са другим српским властелинским породицама, попут Бранивојевића и Младеновића (Бранковића). Моћ породице Војиновић, оставила је трага у српској народној традицији, тако да се они јављају у епској народној поезији преткосовског циклуса (Милош Војиновић), а приписују им се и средњовековне грађевине у Вучитрну, стари мост (Војиновића мост) и утврђење (Војиновића кула).
У селу Рутоши на планини Оштрик пронађени су остаци тврђаве која се везује за Војиновиће.

## Војвода Војин, Милош и Алтоман
Војвода Војин, родоначелник породице Војиновића, био је господар Гацка у време владавине Стефана Дечанског (1321—1331). Део полуострва Стон са Пељешцем налазио се у саставу Српске краљевине током владавине Стефана Милутина (1282—1321). Након Милутинове смрти наступају династички сукоби. То је користила породица Бранивојевић да се осамостали на крајњем западу српске државе, у Хумској земљи, са седиштем у Стону. Бранивојевићи су се ородили са војводом Војином. Брајко Бранивојевић је оженио Војинову ћерку Војиславу (према Мавру Орбину звала се Села). Против Бранивојевића су устали Дубровчани и босански бан Стефан II Котроманић (1322—1353). Дубровник заузима Стон и Пељешац, а Брајко је, заједно са својом женом, пао у заробљеништво. Уз посредовање младог краља Душана, војвода Војина и Младена Дубровчани су уз извесне уступке ослободили Војиславу, али о Брајку нису желели ни преговарати. Према Орбину, Брајко је убијен у дубровачкој тамници након што је Стефан Дечански наредио погубљење његовог брата Бранка у Котору.
Душан је 1333. године уступио Стон и Пељешац Дубровнику за 8000 дуката и 500 перпера годишњег трибута. Амбиције новог краља биле су окренуте према Византији те је настојао да склапањем мира обезбеди источну и западну границу своје државе од напада Бугара и Стефана. Делом Хумске области су до тада управљали Војинови синови, као наследници. Милош Војиновић се 1333. године помиње у преговорима око уступања Стона. Михаило Динић је сматрао да је Алтоман, Војинов млађи син, пре 1350. године примао стонски доходак. Душан је запоставио изгубљени део Хумске земље. Он је 1350. године напао босанског бана Стефана и продро све до Крке, али се морао вратити на југ своје државе где му је Јован Кантакузин преотимао градове.
Милош Војиновић, коме се предвиђала сјајна каријера, умро је веома млад. Алтоман Војиновић се последњи пут помиње са титулом великог жупана 1359. године. Имао је сина Николу рођеног у браку са Ратославом, ћерком војводе Младена.

## Велики кнез Војислав
Дубровчани су бележили сваки корак Војислава Војиновића у периоду од 1358.1363 године када је беснео рат. Његово раније деловање тешко је реконструисати. У Дубровнику је боравио 1333. године због светодмитровског дохотка, као посланик цара Душана. Десет година касније поново га срећемо у Дубровнику. Разлози су непознати. Михаило Динић је сматрао да се током Душанове владавине Војислав није нарочито истакао јер је носио скромну титулу ставилаца са којом се помиње 1350. године. Војислав Војиновић је имао властелинство још у Душаново време, али се о њему не зна ништа одређено. У дубровачком документу од јануара 1345. године убележено је да се Свињарево налази под Војиславовом влашћу, али оно није убифицирано. Језгро Војиславове државе свакако је породична баштина, знатно пространа територија. Алтоман се као велики жупан последњи пут помиње 1359. године. Војислав је прикључио сву, или велики део његове земље. Мали део оставио је његовом малолетном сину Николи. Након смрти великог челника Димитрија, овладао је Гацком, Дабром, Дрином и Рудинама (1359). Његова територија простирала се од Дрине до Јадранског мора и обухватала је и Требиње, Конавли и Драчевицу. Своје поседе Војислав је заокружио 1363. године када је са челником Мусом мењао Брвеник за град и жупу Звечан. Сведок ове повеље је кнез Лазар који је тада носио скромну титулу ставилаца. Накратко је држао и Попово поље. Његова територија простирала се између Рудника, Дрине, Поповог поља, Дубровника, Боке и Косова.
Дубровчани су се 1358. године ослободили млетачке власти. Угарски краљ био је знатно подношљивији господар коме је република плаћала 500 дуката годишње. Целим копненим делом Дубровник се граничио са Војиславовом државом која је представљала неку врсту војне крајине Србије према Угарској. До првих сукоба Дубровника и Војислава дошло је половином 1358. године. То су погранични сукоби решени миром који је трајао годину и по дана. Дубровник је Војиславу платио 400 перпера. Односи Војислава и Дубровника били су добри до јула 1359. године. Војислав је требало да посети Дубровник и у њему проведе зиму, али до тога није дошло. Чим се угарска војска повукла из Србије (средина 1359), поново је избио рат. Војислав је обавестио Дубровачку републику да ће заузети Стонски Рат јер му припада као хумском кнезу. Почетком августа Војиславова војска пустоши околину Дубровника. Средином овог месеца закључен је нов мир. Војислав је добио 4000 перпера, а почетком 1359. године цар му је уступио светодмитровски доходак за преходну годину. Овај трибут дубровачки трговци плаћали су за слободну трговину у Царству. Његово уступање великашима први су знакови кризе српског царства. Трибут је још од времена Уроша I износио 2000 перпера.
У исправи цара Уроша којом Војиславу уступа светодмитровски доходак за 1358. годину први пут се помињу Балшићи (у савременим изворима). О њима пре 1359. године нема савремених података, а једини извор о њиховом пореклу је Орбин који каже да је њихов отац, Балша, био сиромашан властелин који је држао само једно село. Они 1360. године већ представљају крупну властелу. Пада у очи изненадан нестанак властелина Жарка са ових простора. Ђурађ је касније, после 1371. године, оженио његову ранију супругу. Балшићи су 1360. године вероватно држали само Бар. Улцињ нису држали, а такође ни Будву где се осамосталио кастелан Површко. Међутим, иако им је територија била више него упола мања од Војиславове, Балшићи су деловали самосталније од хумског кнеза. Склопили су савез са Дубровником, непријатељем Уроша у овом рату.
Мир из 1359. године није потрајао ни годину и по дана. Као повод за нов рат Војислав је искористио несугласице између царице Јелене и републике око златног посуђа које је у Дубровнику заложио цар Душан, а царица их је тражила назад. Рат је избио почетком 1361. године. Котор, најјачи српски град у приморју, стао је на страну Војислава. Два града су више деценија били у пријатељским односима. Међутим, рат је избио због конкуренције у трговини. Дубровчани се користе ратом са Котором да коначно запоседну острво Мљет кога су стварно контролисали још од 1333. године. Дубровачка флота блокирала је знатно слабију которску флоту. Имовина српске властеле депонована у Дубровнику је заплењена. Иако најзначајнији српски приморски град, са широком аутономијом и сопственом ковницом новца, Котор је био знатно слабији од Дубровника и на копну и на мору. Дубровчани су га економски неутралисали. Урош и Војислав нису му могли помоћи на мору јер флоту нису ни имали. Котор је понудио Дубровнику мир чиме је прешао границе своје аутономије.
У рату са Војиславом Дубровник се користио такође економским мерама. Војиславову главу уценили су на 10.000, а главе његових синова на по 1000 перпера. Убица из Дубровника добио би у граду камену кућу, а уколико је осуђен на прогонство, мера би била укинута. Блокада сољу највише је погодила Војислава. Дубровчани стварају везе са Балшићима. Додељују им грађанство и нуде заједнички напад на Котор, али се савез свео на непосредне изјаве пријатељстава. Са свим градовима у приморју (Улцињ, Будва, Бар, Скадар), сем са Котором, Дубровник је склопио савез. Урошеви поданици, дакле, нису иступали јединствено.
Дубровник је, међутим, настојао да оконча рат. Тражио је посреднике широм Царства. Јула 1361. године у Дубровник је стигао Вукашинов син Марко да подигне сребро које је његова породица депоновала. Учествовао је у преговорима који нису уродили плодом. Посредовали су и босански жупан Санко, а касније и сам бан Твртко, такође неуспешно. Војислав је постављао немогуће услове. Временом се мења и његов однос према Урошу. У рату је најпре иступао као представник Уроша, а касније се користио његовом слабошћу. Основно богатство Дубровника је, међутим, лежало иза неосвојивих зидова. Дубровчани се обраћају и царици, патријарху и виђенијој властели (Вукашину и Гргуру Голубићу). Гргур је добио 5500 перпера и грађанство. Спремљени су дарови и за Лазара.
Коначно, предлог споразума Дубровник је послао Урошу. Гарантовали су његову врховну власт над Мљетом док се Стон и Пељешац, главне мете Војислава, и не помињу. Урош узима у заштиту Котор предвиђајући да се сваки спор између два града решава на царском двору. Повељу о миру цар је потписао августа 1363. године у Оногошту. Војиславови захтеви нису испуњени. Није примио ни одштету, сем светодмитарски доходак кога су Дубровчани у неким годинама исплаћивали и његовој жени Гојислави. Војислав је потврдио одредбе повеље и продао Дубровчанима кумерк солски, доходак за со, за 900 перпера годишње. Балшићи се ни не помињу у миру. Они нису смели да самостално иступе против Војислава. Хумски кнез се након склапања мира спремао за рат са Балшићима. Од Дубровника је тражио ратну галију. Дубровчани су одбили да му је дају правдајући се да су Балшићи и Војислав поданици једног господара.
Пред смрт, Војислав је био најутицајнија личност на двору. Децембра 1363. године Војислав се помиње као покојни. Његову државу погодила је куга. Јирчек је сматрао да је и Војислав умро од куге. Из једног натписа у Бањи код Прибоја сазнајемо за тачан датум смрти хумског кнеза — 23. септембар.
Војислав је имао двојицу синова уместо којих је као намесница завладала Гојислава (1363-8). Гојислава је одржавала добре односе са царем Урошем и са Дубровачком републиком. Примала је кумерк солски (900 перпера годишње), а Урош јој је 1364. и 1366. године уступио и светодмитровски доходак. Захваљујући подршке цара и Дубровника, Гојислава се одржала на мужевљевим територијама пуних пет година.

## Никола Алтомановић
Жупан Никола Алтомановић се у изворима први пут појављује 1366. године. Рођен је у другој половини 1348. године. Јула 1367. године Никола је управљао Рудником. Најпре је ударио на своју стрину. Користио се заузетошћу Твртка у грађанском рату и Балшића и Карла Топије у међусобном рату. Мавро Орбин пише да је Алтомановић заробио Гојиславу и њене синове и да их је бацио у тамницу где их је убио. Међутим, из дубровачких докумената сазнајемо да је Гојислава дубровачким лађама превезена у Албанију одакле је вероватно била пореклом. Никола Алтомановић је заузео њене територије.
Након што је заузео Гојиславине територије, Никола је поставио неке захтеве Дубровнику, можда пропраћене претњама. Општина је мобилисала људство за одбрану Стона. На страну младог жупана прешао је и Санко Милтеновић који је управљао Трусином и Поповим пољем. Дубровчани посредују у покушајима измирењу Санка и његовог дотадашњег господара, бана Твртка Котроманића. Санко је, након једног напада бана Твртка, поново прешао у табор противника Николе Алтомановића. Међутим, сустигла га је жупанова освета. Када је Никола заратио против Дубровника, Твртко је послао војну помоћ на челу са Санком Милтеновићем који успева да заузме Конавли. Харајући по Алтомановићевим територијама, Санко је погинуо у близини Требиња. Последњи пут се помиње као жив јула 1370. године.
У „Краљевству Словена” сачуван је опис грађанског рата који је у Царству беснео 1369. године. Орбин пише да Алтомановић и Лазар Хребељановић нису могли трпети личне успехе Вукашина и Угљеше Мрњавчевића. Вукашин Мрњавчевић је у годинама након крунисања за краља настојао да западну Македонију стави под своју потпуну контролу. Када је то учинио, одлучио је да се позабави и рашким земљама. Рашка властела нашла се на удару српског краља. На првом месту се угрожен нашао Вук Бранковић. Вук Бранковић је био ожењен Маром, ћерком Лазара Хребељановића. Лазар је одржавао добре односе са својим зетом и двојица великаша тесно су сарађивали. Стога се осетио обавезним да му пружи помоћ онда када му је опасност запретила од Вукашина Мрњавчевића. Лазар је на своју страну придобио и Николу Алтомановића. Савезу је пришао и цар Урош Немањић. Тиме су Лазар и Никола Алтомановић своме деловању дали легитимитет скривајући се иза царског имена. Истакнуто је да се Вукашин, иако краљ, сматра узурпатором царских овлашћења. Битка је вођена на Косову, могуће у околини Звечана. Лазар се са својом војском повукао са бојног поља. Никола је поражен, његова војска је уништена, а једно време се веровало да је и сам погинуо. Урош је заробљен у бици. Лазар се користио тиме да привремено заузме Рудник, а Милош Повић Звечан. Алтомановић је ове територије повратио 1371. године, заједно са Конавлима које је заузео Санко Милтеновић.
Никола Алтомановић се изузетно брзо опоравио од пораза на Косову. Томе је вероватно допринела помоћ мачванског бана Николе Горјанског Старијег. Нема сумње да је Алтомановић располагао знатном војном снагом јер су се против њега удружиле две моћне куће: Мрњавчевићи и Балшићи. Савезу је пришао и Дубровник. Вукашин се почетком јуна 1371. године нашао са сином Марком у Скадру одакле се са Балшићима спремао за сукоб са Алтомановићем. На коалицију су благонаклоно гледали босански бан Твртко као и кнез Лазар Хребељановић. Алтомановића је спасао рат Мрњавчевића и Турака који је завршен поразом и погибијом Мрњавчевића на Марици (26. септембра). Након погибије Вукашина и Угљеше, Алтомановић је постао најмоћнији великаш у Српском царству. Узео је учешћа у отимању Вукашинових територија. Орбин пише да је заузео територије које су се налазиле у суседству његове државе. Сада је држао читав слив Дрине укључујући и њен доњи ток.
Као најмоћнијем обласном господару, Никола је сматрао да му припада светодмитровски доходак. Од Дубровника је тражио доходак за претходне три године. У питању је била обична уцена. Прави разлог избијања рата је Хумска земља на коју је Никола, као и његов стриц, претендовао. Након погибије Вукашина и Угљеше, у централним деловима Српског царства створене су две коалиције. Прва коалиција створена је на подстицај Млетачке републике. Млечани су Балшићима и Николи Алтомановићу нудили освајање Драча, Котора и Дубровника. Балшићима би припао Драч и Котор, а Николи Алтомановићу Стон са Пељешцем. Понуде су биле у складу са амбицијама и Алтомановића и Ђурђа Балшића. Коалиција Твртка Котроманића и Лазара Хребељановића последица је склапања прве коалиције. Наиме, Дубровник се обратио за помоћ угарском краљу Лајошу који је подстакао босанског бана и моравског кнеза да коначно освоје државу Николе Алтомановића.
О рату Твртка Котроманића и Лазара Хребељановића против Николе Алтомановића највише података оставио је Мавро Орбин. Према Орбину, Алтомановић је на једном састанку покушао да убије моравског кнеза Лазара који је, разљућен, позвао угарског краља и босанског бана у рат против жупана Алтомановића. Угарски краљ посла Лазару, под Николом Горјанским, 1000 копљаника, а босански бан лично дође са својом војском. Здружени, они продреше у Николине земље и ставише све под мач и огањ. Алтомановић се повлачио ка приморју. Обрад Зорка, његов управник Клобука није му отворио врата. Није примљен ни у Требињу ни у Конавлима. У Дубровник није смео бежати. Вратио се назад у свој град Ужице где га је Лазар опсео са целом својом војском. Никола је заробљен и предат на чување Стефану Мусићу. Овај му, са потајним пристанком кнеза Лазара, ископа очи. Твртко је заузео земље између Лима и мора, Лазар земље од Рудника до Дрине, а Балшићи Требиње, Конавли и Драчевицу.
Ослепљивањем је Никола физички онеспособљен за витешки занат. Изгледа да је живео све до краја 14. века. У том случају је пола живота провео слеп. С обзиром на његов темперамент, гора га судбина није могла снаћи. Никола Алтомановић није имао деце. Његовом смрћу угасила се лоза породице Војиновић.

## Припадници породице Војиновић
1. Војин (1322—1347), војвода Стефана Дечанског и Душана Силног,
  1. Милош Војиновић, ставилац краља Душана, учествовао у продаји Стона и Пељешца Дубровчанима, преминуо након децембра 1333. године
  2. Алтоман Војиновић (1347—1359), ожењен Ратославом Младеновић (сестра каснијег севастократора Бранка Младеновића, оца Вука Бранковића (1371—1391))
    1. Никола Алтомановић Војиновић (рођен 1348, умро после 1398, владао 1366—1373), велики жупан, након очеве смрти 1359. године, сузбио га је стриц Војислав, након чије смрти 1363. године је повратио поседе

  3. Војислав Војиновић (око 1355—1363), велики војвода, ожењен Гоиславом
    1. Добривој, након очеве смрти 1363. године, док је још био дете, сузбио га је брат од стрица Никола
    2. Стефан, након очеве смрти 1363. године, док је још био дете, сузбио га је брат од стрица Никола
    3. Петар, након очеве смрти 1363. године, поменут 1388. као племић у служби кнеза Лазара Хребељановића.[23]

  4. Војислава Војиновић, удата за Брајка Бранивојевића, након његове погибије 1326. године, млади краљ Душан посредује да буде пуштена из дубровачког затвора

## Предање

### Војиновићи у народним епским песмама
У народним песмама са тематиком средњег века често се као главни актери помињу Војиновићи. По народној традицији они су сестрићи цара Душана. Најпознатија народна епска песма где су опевани је Женидба Душанова.

### Предање о потомству

#### Војиновићи из Херцег Новог
Породица грофова Војиновића из Херцег Новог сматра да води порекло од средњовековних Војиновића. Племство им је признавала Венецијанска република послије 1771. године, Аустрија 1815. и Русија у чијој су служби имали високе војне чинове и титуле. Од ових Војиновића били су чувени књижевници Иво и Лујо Војновић, те адмирал гроф Марко Војновић.

#### Предања у Црној Гори
Негде око четрдесет братстава у Црној Гори држи предање по којем изводе своје порекло од Војиновића. Од војводе Војина према Ердељановићу изводе своје порекло: Радуловићи у цетињском Башином Селу(данас део Чева), Завргу код Никшића и пјешивачком селу Милојевићи, где се један огранак назива уже Гавриловићи, затим Радовићи и Перовићи (звани Озринићи) у бајичком засеоку Дубовик; Бојанићи у Кривошијама, као и Пуношевићи и од њих Милошевићи и Пејовићи, Марићевићи, Пајовићи, Водалије (Одаловићи), Боратовићи и Параче у његушком Дугом Долу, Богдановићи у Копиту, Вујаши или Вујашевићи, Пераши и Ћоровићи у Мирцу, Тјурановићи у Дугом Долу и Каменарима те други. Такође има их у Бијелом Пољу, највише у насељу Љешница као и у Јадру у западној Србији.
Према истраживању етнолога Мила Недељковића, Карађорђе је потомак чувеног хајдука Трипка Гуриша који је пето колено кнеза Богдана Војиновића. Трипко Гуриш живео је у другој половини 17. века у селу Лијешње одакле се одселио у Веље Дубоко у северозападном делу Роваца. У Вељу Дубоком Гуриш је побио колашинске Турке на челу са Бећир-агом, после тога прво се склања у село Драговољиће код Никшића, а одатле у Васојевиће, где ће и погинути у једном окршају са Турцима, после чега се његова породица сели у Бихор. Из Бихора ће Карађорђев деда Јован прећи у Шумадију.